# Shaun Kenny-Dowall
Shaun Kenny-Dowall (* 23. Januar 1988 in Brisbane) ist ein neuseeländischer Rugby-League-Spieler. Er spielt in der NRL für die Sydney Roosters, mit denen er 2013 die NRL und ein Jahr später die World Club Challenge gewann. Er spielt seit 2007 für die neuseeländische Nationalmannschaft, mit ihnen gewann er 2010 und 2014 die Four Nations.

## Beginn der Karriere
Kenny-Dowall wurde in Brisbane geboren, seine Familie zog nach Auckland, als er drei Jahre alt war. Dort spielte er Rugby für die East Coast Bays Barracudas, einen Verein aus Nord-Auckland. Seine Familie zog schließlich ein weiteres Mal um, diesmal nach Ngāruawāhia, wo er die Ngaruawahia High School besuchte und für die Ngaruawahia Panthers Rugby spielte. Er wurde in die Juniorenmannschaft der New Zealand Warriors aufgenommen, allerdings erhielt er dort keinen Platz in der Herrenmannschaft.
2006 zog seine Familie nach Sydney, wo er einen Platz im Kader der Sydney Roosters erhielt. Im selben Jahr hatte er zudem sein Debüt für die Junior Kiwis, die neuseeländische U-20-Nationalmannschaft.

## Professionelle Karriere
2007 hatte Kenny-Dowall sein Debüt für die Roosters in Runde 1 gegen die South Sydney Rabbitohs. In Runde 4 legte er seinen ersten Versuch gegen die Brisbane Broncos und in Runde 13 legte er einen Hattrick gegen die North Queensland Cowboys. Er beendete die Saison mit 8 Versuchen in 14 Spielen. Nach Ende der Saison hatte er seine ersten zwei Spiele für Neuseeland, ein Spiel gegen eine Northern-Union-Auswahl und ein Spiel gegen Frankreich. Beide Spiele waren Teil einer Tour, die zur Feier von 100 Jahren Rugby League in Neuseeland stattfand.
2008 legte er 15 Versuche in 19 Spielen für die Roosters. Er war kein Teil von Neuseelands Kader für die Rugby-League-Weltmeisterschaft, stattdessen spielte er im Eröffnungsspiel zwischen den New Zealand Māori und den Indigenous All Stars für die Māori und legte in dem Spiel einen Versuch.
2009 legte er 14 Versuche in 24 Spielen und „gewann“ mit den Roosters den Wooden spoon.
2010 legte er in 28 Spielen 21 Versuche, wodurch er zusammen mit Akuila Uate von den Newcastle Knights der Top Try Scorer dieser Saison war. In Runde 20 gegen die Brisbane Broncos legte er vier Versuche, was seit 35 Jahren kein Rooster geschafft hatte. In den Playoffs legte er im Qualifikationsplayoff gegen die Wests Tigers in der Verlängerung einen Versuch, durch den die Roosters das Spiel 19:15 gewannen. Im weiteren Verlauf schafften die Roosters es ins NRL Grand Final, in dem sie 32:8 gegen die St. George Illawarra Dragons verloren. Nach Ende der Saison nahm er mit Neuseeland an den Four Nations teil. Er legte drei Versuche, unter anderem einen im 16:12-Finalsieg gegen Australien.
2011 nahm er als Ersatzspieler für die NRL All Stars am NRL All-Stars Game teil, das die NRL All Stars 28:12 gewannen und in dem er einen Versuch legte. Am 10. März 2011 unterschrieb er für 1,4 Millionen$ einen Vertrag für weitere vier Jahre bei den Roosters. Im weiteren Verlauf der Saison nahm er mit Neuseeland am traditionellen ANZAC Test gegen Australien teil und absolvierte in Runde 19 sein 100. NRL-Spiel gegen die South Sydney Rabbitohs. Insgesamt legte er 9 Versuche in 20 Spielen.
2012 legte er für die Roosters 8 Versuche in 17 Spielen und nahm mit Neuseeland erneut am ANZAC Test teil.
2013 nahm er zum dritten Mal in Folge am ANZAC Test teil und spielte im NRL All-Star Game erneut für die NRL All Stars. Für die Roosters legte er 9 Versuche in 27 Spielen, sein wohl wichtigster war ein Versuch in der 60. Minute des NRL Grand Finals gegen die Manly-Warringah Sea Eagles, das die Roosters 26:18 gewannen. Nach Ende des Spiels gab er bekannt, dass er das gesamte Spiel durchgespielt hatte, obwohl er sich fünf Minuten nach Spielbeginn den Kiefer gebrochen und einen Zahn verloren hatte.
Im Eröffnungsspiel der Saison 2014 gegen die Rabbitohs absolvierte Kenny-Dowall sein 150. NRL-Spiel. In der gesamten Saison legte er 11 Versuche in 27 Spielen für die Roosters, die sich im Halbfinale den Rabbitohs geschlagen geben mussten. Nach Ende der Saison nahm er mit Neuseeland an den Four Nations teil. Er legte einen Versuch gegen Samoa und spielte in allen Spielen mit, auch im Finale, das Neuseeland 22:18 gegen Australien gewann.